# Ferenc Salbert
Ferenc Salbert (ur. 5 sierpnia 1960) – francuski lekkoatleta specjalizujący się w skoku o tyczce.

## Sukcesy sportowe
- dwukrotny mistrz Francji w skoku o tyczce – 1987, 1990[1]
- halowy mistrz Francji w skoku o tyczce – 1987[2]

| Rok  | Miasto       | Zawody                    | Konkurencja   | Wynik         |
| ---- | ------------ | ------------------------- | ------------- | ------------- |
| 1987 | Liévin       | Halowe mistrzostwa Europy | skok o tyczce | srebrny medal |
| 1987 | Indianapolis | Halowe mistrzostwa świata | skok o tyczce | 4. miejsce    |
| 1987 | Rzym         | Mistrzostwa świata        | skok o tyczce | 10. miejsce   |
| 1989 | Casablanca   | Igrzyska frankofońskie    | skok o tyczce | złoty medal   |
| 1990 | Split        | Mistrzostwa Europy        | skok o tyczce | 7. miejsce    |
| 1991 | Sewilla      | Halowe mistrzostwa świata | skok o tyczce | brązowy medal |

## Rekordy życiowe
| konkurencja   | na stadionie             | w hali                      |
| ------------- | ------------------------ | --------------------------- |
| skok o tyczce | 5,80 – Dreux, 04/06/1987 | 5,90 – Grenoble, 14/03/1987 |